# McDonald Mariga
McDonald Mariga   (Nairobi, 4 d'abril de 1987) és un exfutbolista kenyià de la dècada de 2000.
Fou el primer futbolista kenyà en disputar la Lliga de Campions de la UEFA, com a jugador de l'Inter de Milà el 16 de març de 2010. També fou jugador de Parma FC, Reial Societat i Reial Oviedo. Fou internacional amb la selecció de futbol de Kenya.